# Kristýna z Bolseny
Svatá Kristýna z Bolseny, někdy též Kristýna z Týru (3. století, Týr – 24. července 302, Bolsena) byla raně křesťanská dívka, jež padla za oběť pronásledování křesťanů. Katolická i pravoslavná církev ji uctívá jako svatou mučednici.

## Život

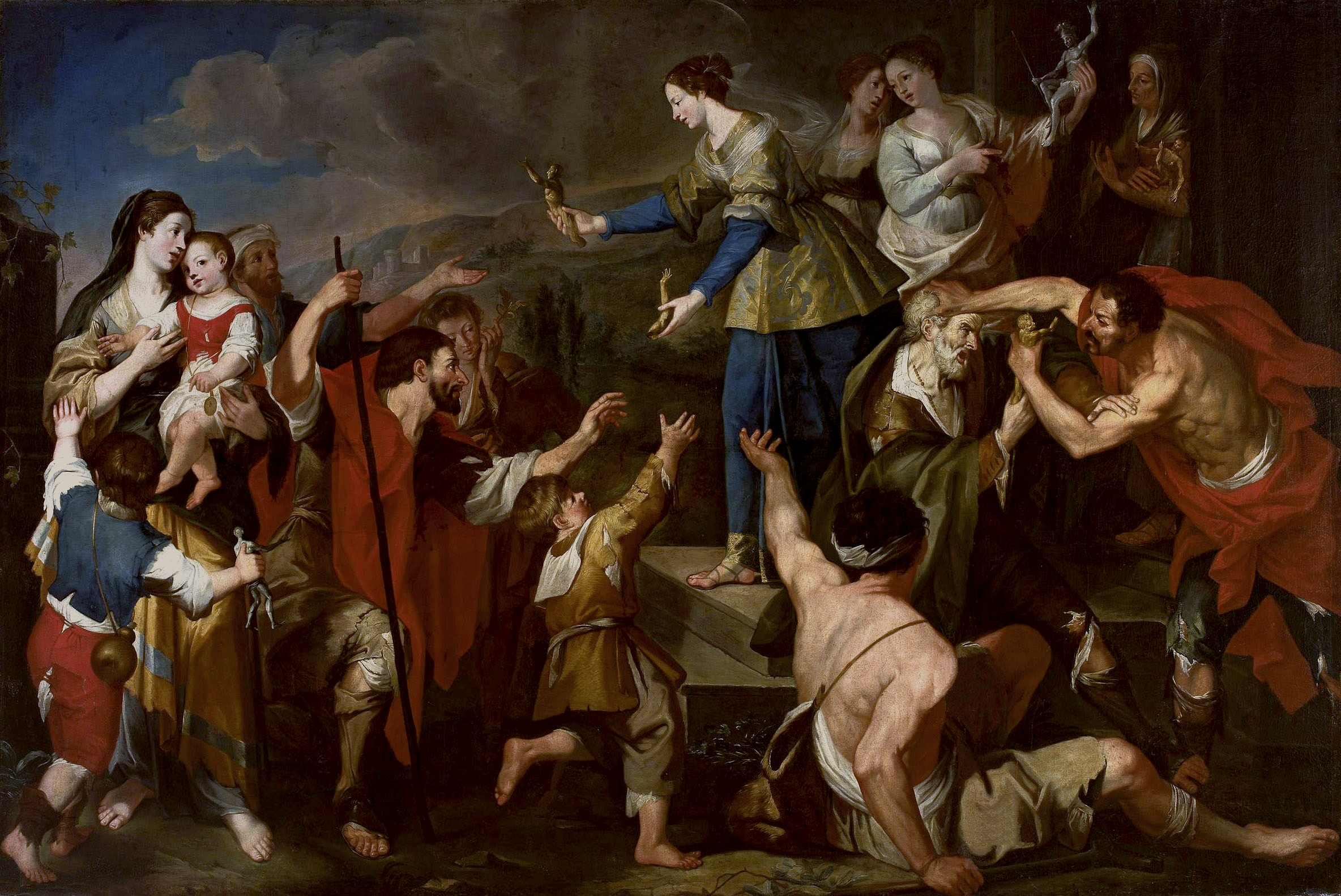
Obraz sv. Kristýny, rozdávající pohanské sošky ze zlata a stříbra chudým ze 17. století v Národním muzeu ve Varšavě

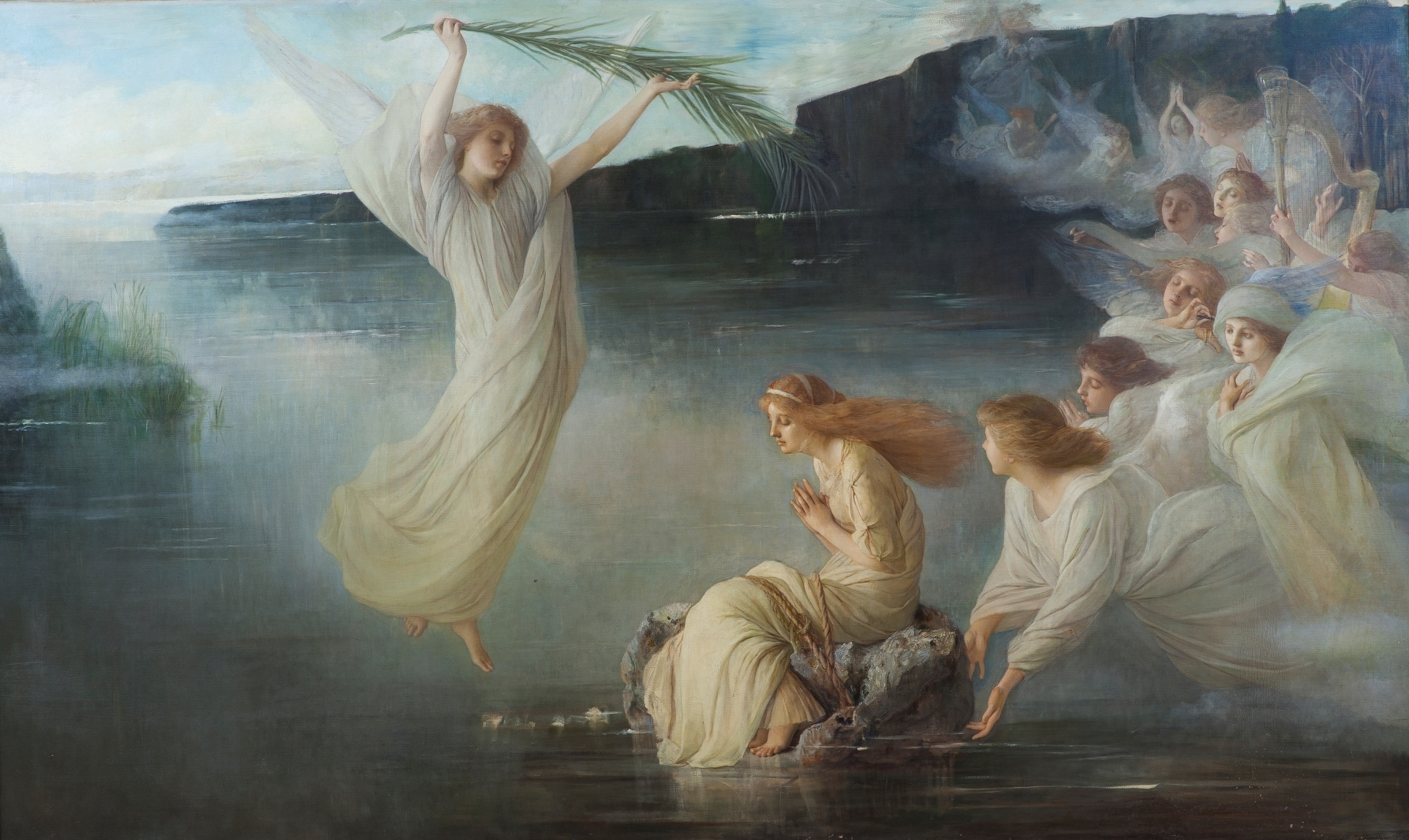
Obraz sv. Kristýny přivázané ke kameni a vhozené do jezera v Národním muzeu Prado v Madridu

Narodila se ve 3. století v Týru (dnes součást Libanonu) do bohaté rodiny, kde byl její otec Urban guvernérem. Ten mimo jiné odsuzoval křesťany k mučení. Kristýna obdivovala jejich statečnost a dala se tajně pokřtít.
V jedenácti letech ji její otec poslal, aby spolu s dalšími dívkami uctívala sošky bůžků ze zlata a stříbra. Ona se však těchto modloslužeb odmítla účastnit a sošky z drahých kovů poté rozdala chudým.
Její otec ji přemlouval, aby se křesťanství zřekla, ona tak však neučinila, načež ji dal odsoudit k mučení. Po bičování byla přivázána k rozpálenému kolu, avšak její tělo bylo zázračně neporušeno. Následně byla přivázána k mlýnskému kameni a vhozena do Bolsenského jezera. Kámen, který je dodnes v jí zasvěcené Bolsenské bazilice uchováván, s ní však plaval na hladině a nepotopil se.
Její otec tento zázrak již nevydržel a zemřel. Dalším mučením byl pověřen muž jménem Dio. Ten nařídil, aby byla ponořena do kotle s vařící smůlou, ale její tělo zůstalo opět netknuto. Poté byla odvedena do pohanského chrámu, ale ihned po jejím příchodu se v něm všechny modly roztříštily. Tohoto úkazu se Dio tak ulekl, že také zemřel. Nový mučitel Julian nařídil, aby byla vhozena do rozpálené pece, avšak i po několika dnech v žáru zůstala naživu. Jako další bylo na řadě týrání jedovatými hady. Hadi však místo na Kristýnu zaútočili na jejich krotitele a uštkli ho. Kristýně ho bylo líto, tak se za něho pomodlila a on zázračně obživnul. Následně byla prostřílena dvěma šípy, na co již zemřela.

## Úcta

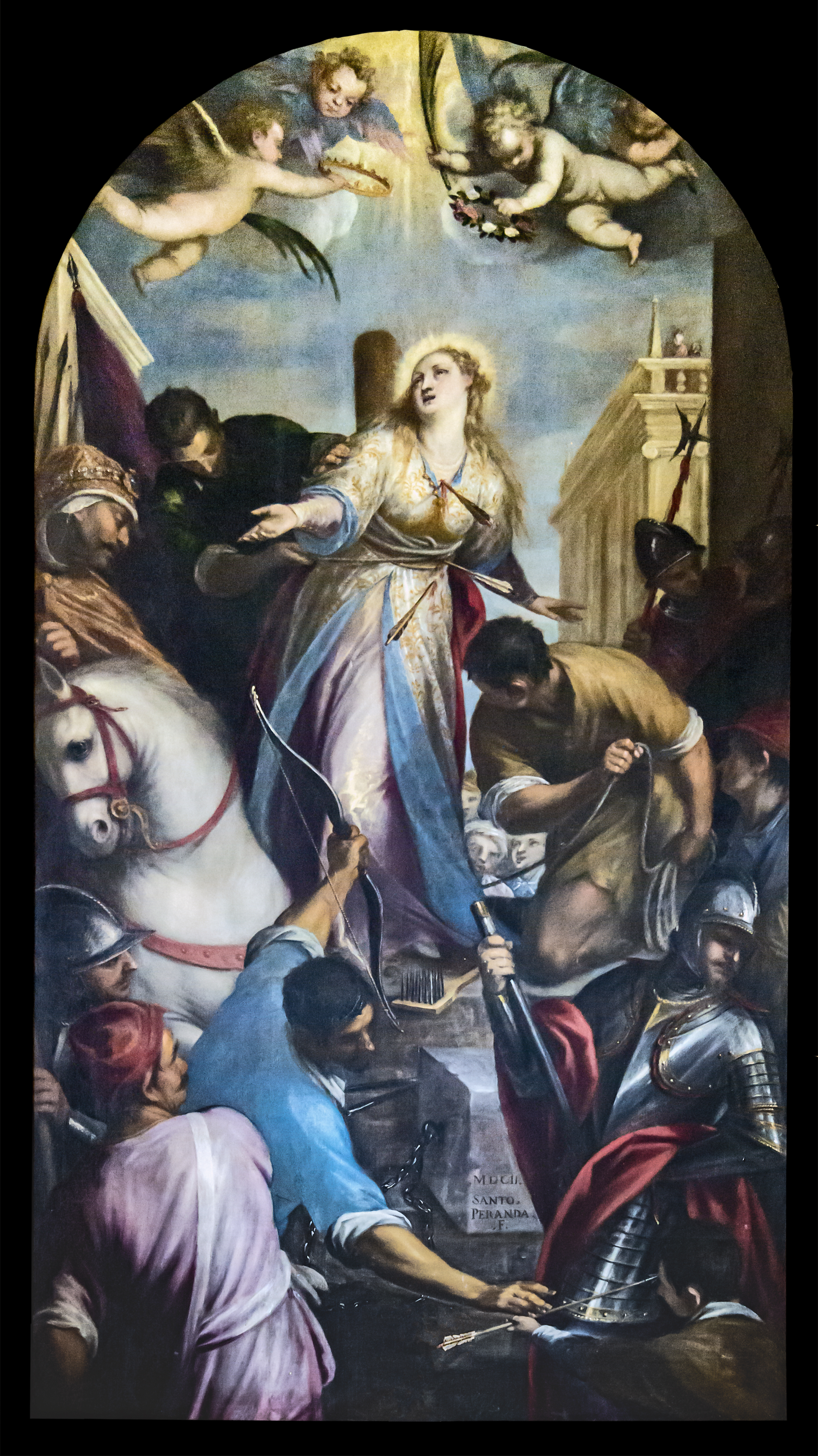
Obraz, zobrazující smrt sv. Kristýny v Benátkách

Již ve 4. století byla sv. Kristýna prokazatelně uctívána. Záznam o ní v Římském martyrologiu z roku 2004 uvádí: „U Bolseny v Toskánsku, svatá Kristýna, panna a mučednice“. Zvláště na místech s ní spojených, např. v Bolseně, je její svátek dne 24. července slaven průvody s její sochou. Je také patronkou několika převážně italských obcí.

### Ostatky
Ostatky jejího těla byly nalezeny roku 1880 v sarkofágu uvnitř katakomb pod bazilikou svaté Kristýny v Bolseně. Zde jsou (až na několik menších relikvií, uchovávaných různě po světě) dodnes.

## Bolsenský zázrak

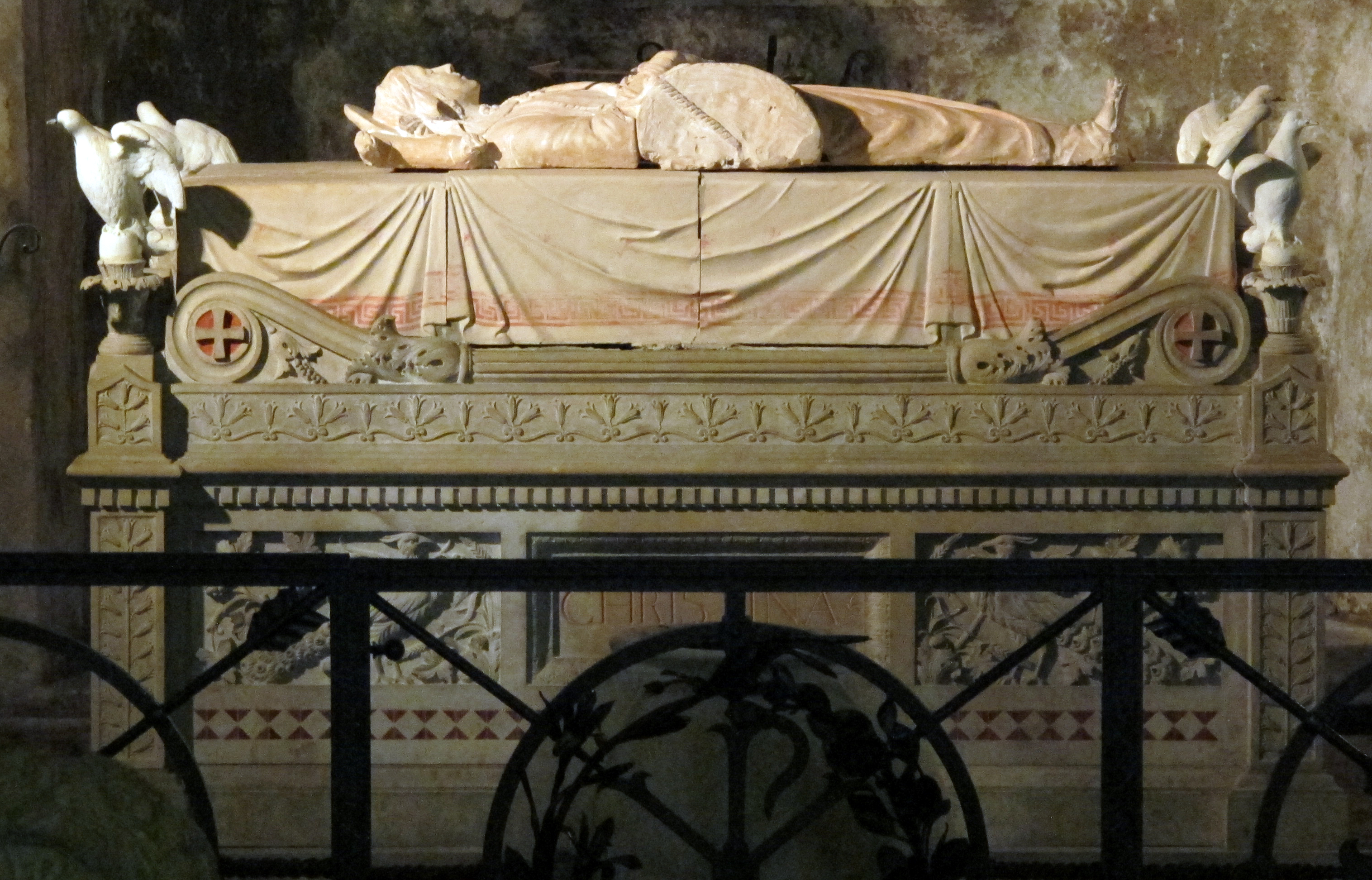
Hrobka sv. Kristýny v bolsenské bazilice

Další zázrak se udál ve 13. století v bazilice nad Kristýniným hrobem. Jistý český kněz Petr z Prahy choval pochybnosti o reálné přítomnosti Ježíše Krista v eucharistii. Aby se těchto pochybností zbavil, konal roku 1263 pouť do Říma, při které prosil o upevnění své víry. Na zpáteční cestě se zastavil v Bolseně. Zde v bazilice brzy ráno sloužil mši svatou, když tu ho náhle přepadly opět pochybnosti. Při samotném proměňování vytryskla z bílé hostie krev a obarvila korporál i oltářní plátna. Ta jsou v Bolseně dodnes uchovávána. Kněz jel vše ohlásit do Orvieta, kde tou dobou sídlil papež se svým dvorem. Ten do Bolseny vyslal orvietského biskupa Jakuba, aby vše ověřil. Po ohledání nesl v průvodu hostii i oltářní plátna papeži. Ten čekání nevydržel a šel mu naproti. Později díky zázraku stanovil pro celou církev slavnost Těla a Krve Páně, jež je dodnes slaven.